# Ereveld Alphen
Ereveld Alphen is een Poolse ereveld op de RK-begraafplaats aan de Molenstraat in de Nederlandse plaats Alphen (Noord-Brabant).
Dit ereveld telt 18 Poolse graven waar gesneuvelde soldaten liggen die vochten in de Tweede Wereldoorlog. Deze soldaten zijn omgekomen bij de bevrijding van Alphen (Noord-Brabant). Alle soldaten liggen hier begraven onder een schuilnaam. Dit zijn mensen die zijn overgelopen uit het Duitse leger en anoniem wilden blijven om hun familie te beschermen. Het informatiebord van de Oorlogsgravenstichting geeft wel de echte namen aan.